# Cantone di Guilvinec
Il Cantone di Guilvinec era una divisione amministrativa dell'arrondissement di Quimper.
A seguito della riforma approvata con decreto del 13 febbraio 2014, che ha avuto attuazione dopo le elezioni dipartimentali del 2015, è stato soppresso.

## Composizione
Comprendeva i comuni di:
- Guilvinec
- Loctudy
- Penmarch
- Plobannalec-Lesconil
- Treffiagat